# Comunità montana Alto Mesima/Monte Poro
La Comunità montana Alto Mesima/Monte Poro era una comunità montana calabrese, situata nella provincia di Vibo Valentia. La sede della Comunità si trovava nella cittadina di Sorianello. La Comunità montana era il prodotto di comuni accorpati provenienti dalle Comunità montane "Alto Mesima" e da quella del "Monte Poro".
Della prima Comunità montana sono i comuni di Acquaro, Arena e Sorianello, mentre della Comunità montana sono i comuni di Filandari, Jonadi, Rombiolo, San Gregorio d'Ippona, Spilinga, Zaccanopoli e Zungri.
Con Legge Regionale n.25/2013 le Comunità Montane calabresi sono state soppresse e poste in liquidazione. Con delibera della Giunta Regionale n. 243 del 04/07/2013 sono stati nominati i Commissari liquidatori.

## Geografia fisica
La Comunità Montana comprendeva 10 comuni che gravitano sul piccolo altopiano del Poro al confine con la catena montuosa delle Serre Calabresi.
La superficie della Comunità Montana era pari a 173,81 km² mentre la sua popolazione era di poco superiore ai 22 000 abitanti.

## Comuni
| Stemma | Comune                | Popolazione (ab) | Superficie (km2) |
| ------ | --------------------- | ---------------- | ---------------- |
|        | Acquaro               | 2.655            | 25 km²           |
|        | Arena                 | 1.587            | 32 km²           |
|        | Sorianello            | 1.408            | 9 km²            |
|        | Filandari             | 1.875            | 18 km²           |
|        | Jonadi                | 3.321            | 8 km²            |
|        | Rombiolo              | 4.771            | 22,81 km²        |
|        | San Gregorio d'Ippona | 2.240            | 12 km²           |
|        | Spilinga              | 1.564            | 18 km²           |
|        | Zaccanopoli           | 822              | 6 km²            |
|        | Zungri                | 2.095            | 23 km²           |

## Presidenti
| Presidenti         | Inizio mandato | Fine Mandato |
| ------------------ | -------------- | ------------ |
| Stefano Santaguida | 2002           | 2008         |
| Franco Barbalace   | 2008           | 2010         |
| Renato Pata        | 2010           | 2013         |

## Galleria d'immagini

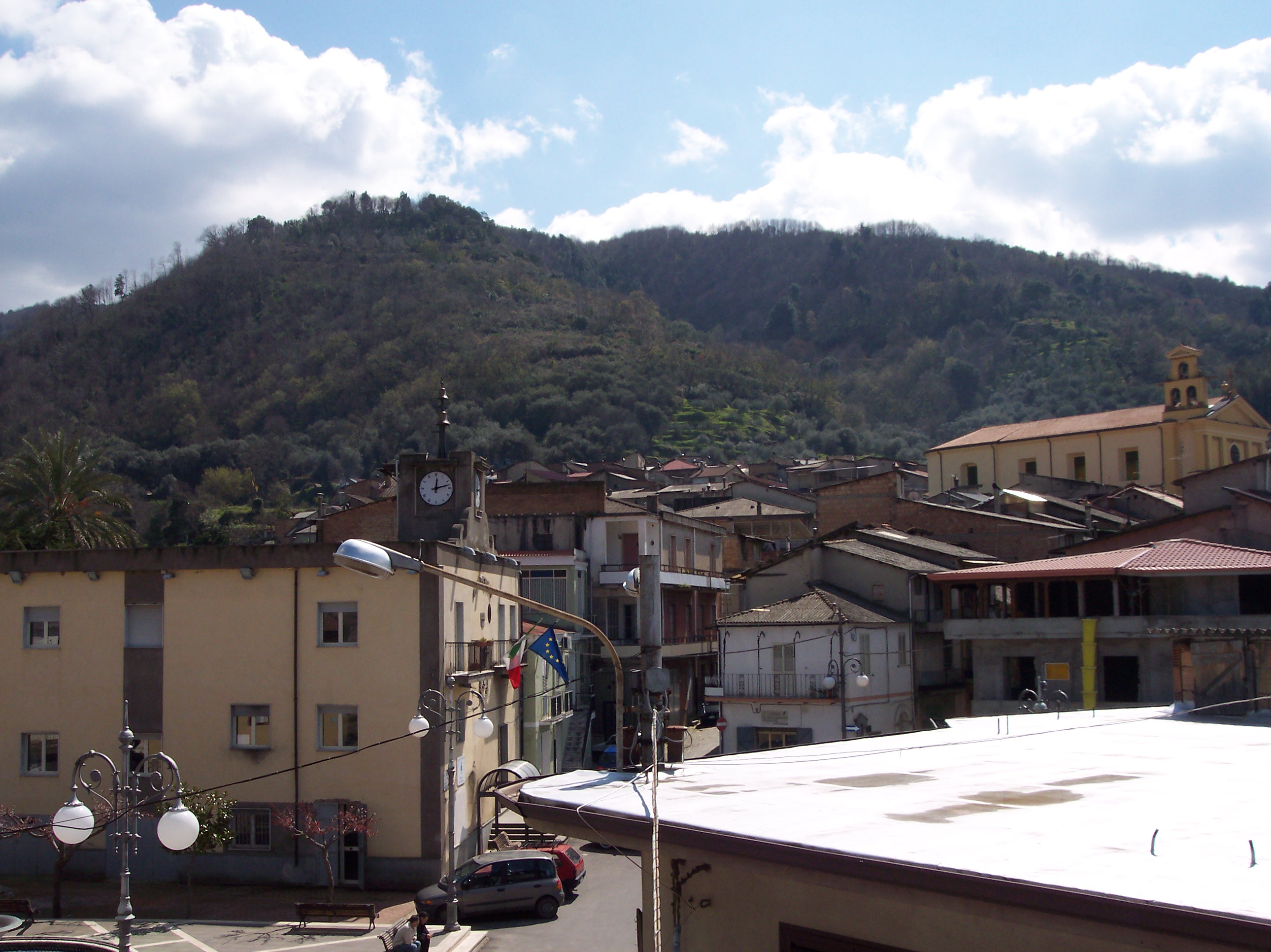
Acquaro
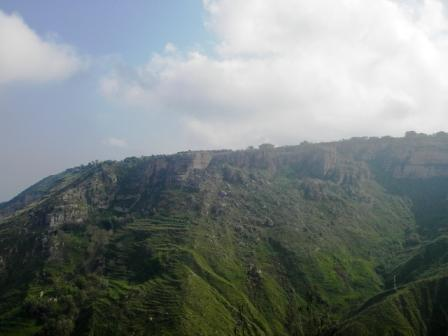
Timpa a Porta nei pressi di Zaccanopoli